# NA-2151
La NA-2151 comunica con la NA-2100 Eparoz.

## Recorrido
| Denominación | Kilómetro | Salida             | Carretera          | Dirección          |
| ------------ | --------- | ------------------ | ------------------ | ------------------ |
| NA-2151      | 0         |                    | NA-2100            | Irurozqui Pamplona |
| NA-2151      | 0         | Travesía de Eparoz | Travesía de Eparoz | Travesía de Eparoz |

- Datos: Q12264076